# Loarre
Loarre é um município da Espanha na província de Huesca, comunidade autónoma de Aragão, de área  km² com população de 379 habitantes (2007) e densidade populacional de 5,33 hab/km².

## Demografia
| Variação demográfica do município entre 1991 e 2004 | Variação demográfica do município entre 1991 e 2004 | Variação demográfica do município entre 1991 e 2004 | Variação demográfica do município entre 1991 e 2004 |
| --------------------------------------------------- | --------------------------------------------------- | --------------------------------------------------- | --------------------------------------------------- |
| 1991                                                | 1996                                                | 2001                                                | 2004                                                |
| 413                                                 | 412                                                 | 400                                                 | 397                                                 |

## Património
- Castelo de Loarre, castelo românico mais bem conservado da Europa, do século XI.[3]